# Neoleprea spiralis
Neoleprea spiralis är en ringmaskart som först beskrevs av Herbert Parlin Johnson 1901.  Neoleprea spiralis ingår i släktet Neoleprea och familjen Terebellidae. Inga underarter finns listade i Catalogue of Life.